# باراک اوباما
باراک حسین اوباما دوم (انگلیسی: Barack Hussein Obama II؛ زادهٔ ۴ اوت ۱۹۶۱) سیاستمدار آمریکایی است که از سال ۲۰۰۹ تا ۲۰۱۷ به‌عنوان چهل و چهارمین رئیس‌جمهور ایالات متحده آمریکا فعالیت کرد. او عضو حزب دموکرات است و نخستین رئیس‌جمهور آفریقایی-آمریکایی در تاریخ ایالات متحده بود. او پیش‌تر از سال ۲۰۰۵ تا ۲۰۰۸ به‌عنوان سناتور ایالات متحده به نمایندگی از ایلینوی و از سال ۱۹۹۷ تا ۲۰۰۴ به‌عنوان سناتور ایالت ایلینوی فعالیت کرد.
اوباما در سال ۱۹۸۳ با مدرک کارشناسی در علوم سیاسی از دانشگاه کلمبیا فارغ‌التحصیل شد و بعداً به عنوان سازمان‌دهندهٔ اجتماعی در شیکاگو مشغول به کار شد. در سال ۱۹۸۸، اوباما در مدرسه حقوق هاروارد ثبت نام کرد، که در آنجا نخستین رئیس سیاه‌پوست نشریه نقد حقوق هاروارد بود. او وکیل حقوق مدنی و دانشگاهی شد، و از سال ۱۹۹۲ تا ۲۰۰۴ به تدریس حقوق اساسی در مدرسه حقوق دانشگاه شیکاگو پرداخت. او همچنین وارد سیاست انتخابی شد؛ اوباما از سال ۱۹۹۷ تا ۲۰۰۴ نمایندهٔ حوزهٔ سیزدهم در سنای ایلینوی بود و پس از آن برای مجلس سنای ایالات متحده نامزد شد. در انتخابات ریاست‌جمهوری ۲۰۰۸ پس از مبارزات مقدماتی با آرای نزدیک در برابر هیلاری کلینتون، او از سوی حزب دموکرات برای ریاست‌جمهوری نامزد شد. اوباما جو بایدن را به عنوان جفت انتخابی خود برگزید و جان مک‌کین، نامزد جمهوری‌خواهان، را شکست داد.
اوباما برندهٔ جایزه صلح نوبل ۲۰۰۹ شد، تصمیمی که آمیزه‌ای از انتقاد و ستایش را به همراه داشت. اقدامات دوره نخست او به بحران مالی جهانی پرداخته و شامل بسته تشویقی برای هدایت اقتصاد در جهت بهبودی از رکود بزرگ، تمدید نسبی کاهش مالیاتِ جرج دابلیو. بوش، تصویب قانون اصلاح مراقبت‌های بهداشتی، لایحه اصلاح مقررات مالی عمده و پایان حضور نظامی ایالات متحده در عراق بود. اوباما همچنین سونیا سوتومایور و الینا کیگن را به قاضیان دیوان عالی منصوب کرد. او دستور عملیات نیزه نپتون را صادر کرد؛ حمله‌ای که اسامه بن لادن را که مسئول حملات ۱۱ سپتامبر بود، کشت. اوباما مدل ضدِطغیان بوش را کاهش، و حملات هوایی و استفاده گسترده از نیروهای ویژه را گسترش داد، در حالی که استناد بیشتر به ارتش‌های دولت میزبان را تقویت کرد. او همچنین دستور مداخله نظامی در لیبی به منظور اجرای قطعنامه ۱۹۷۳ شورای امنیت سازمان ملل متحد را صادر کرد و در سرنگونی معمر قذافی نقش داشت.
اوباما در انتخابات ریاست‌جمهوری ۲۰۱۲ رقیب جمهوری‌خواه میت رامنی را شکست داد. در دوره دوم ریاست‌جمهوری، او اقداماتی را برای مبارزه با تغییرات آب و هوایی انجام داد و یک توافقنامه آب و هوایی بین‌المللی و یک فرمان اجرایی برای محدود کردن انتشار کربن امضا کرد. اوباما همچنین بر اجرای لایحه حفاظت از بیمار و مراقبت مقرون‌به‌صرفه و دیگر لوایح تصویب شده در نخستین دوره ریاست‌جمهوری خود ریاست داشت. او در خصوص توافق هسته‌ای با ایران مذاکره و روابط با کوبا را عادی کرد. شمار سربازان آمریکایی در افغانستان در دوره دوم ریاست‌جمهوری اوباما کاهش یافت، اگرچه سربازان آمریکایی در طول دوره ریاست‌جمهوری اوباما در این کشور باقی ماندند. اوباما پذیرش ال‌جی‌بی‌تی‌های آمریکا را تسریع بخشید و نخستین رئیس‌جمهورِ بر سر کار ایالات متحده شد که علناً از ازدواج همجنس حمایت کرد.
اوباما در ۲۰ ژانویه ۲۰۱۷ منصب ریاست‌جمهوری را ترک کرد و همچنان در واشینگتن، دی.سی. اقامت دارد. مورخان و اندیشمندان سیاسی او را در میان ردیف بالای رتبه‌بندی‌های تاریخی رئیس‌جمهورهای ایالات متحده آمریکا قرار می‌دهند. ساخت کتابخانه ریاست‌جمهوری او در ساوت ساید، شیکاگو در سال ۲۰۲۱ آغاز شد. اوباما از زمان ترک ریاست‌جمهوری از نظر سیاسی فعال باقی مانده است و برای نامزدهای انتخاباتی گوناگون آمریکا (از جمله کوشش موفقیت‌آمیز بایدن برای ریاست‌جمهوری ۲۰۲۰) مبارزات انتخاباتی می‌کند. خارج از سیاست، اوباما سه کتاب منتشر کرده است: رؤیاهای پدرم (۱۹۹۵)، جسارت امید (۲۰۰۶) و سرزمین موعود (۲۰۲۰).

## زندگی شخصی

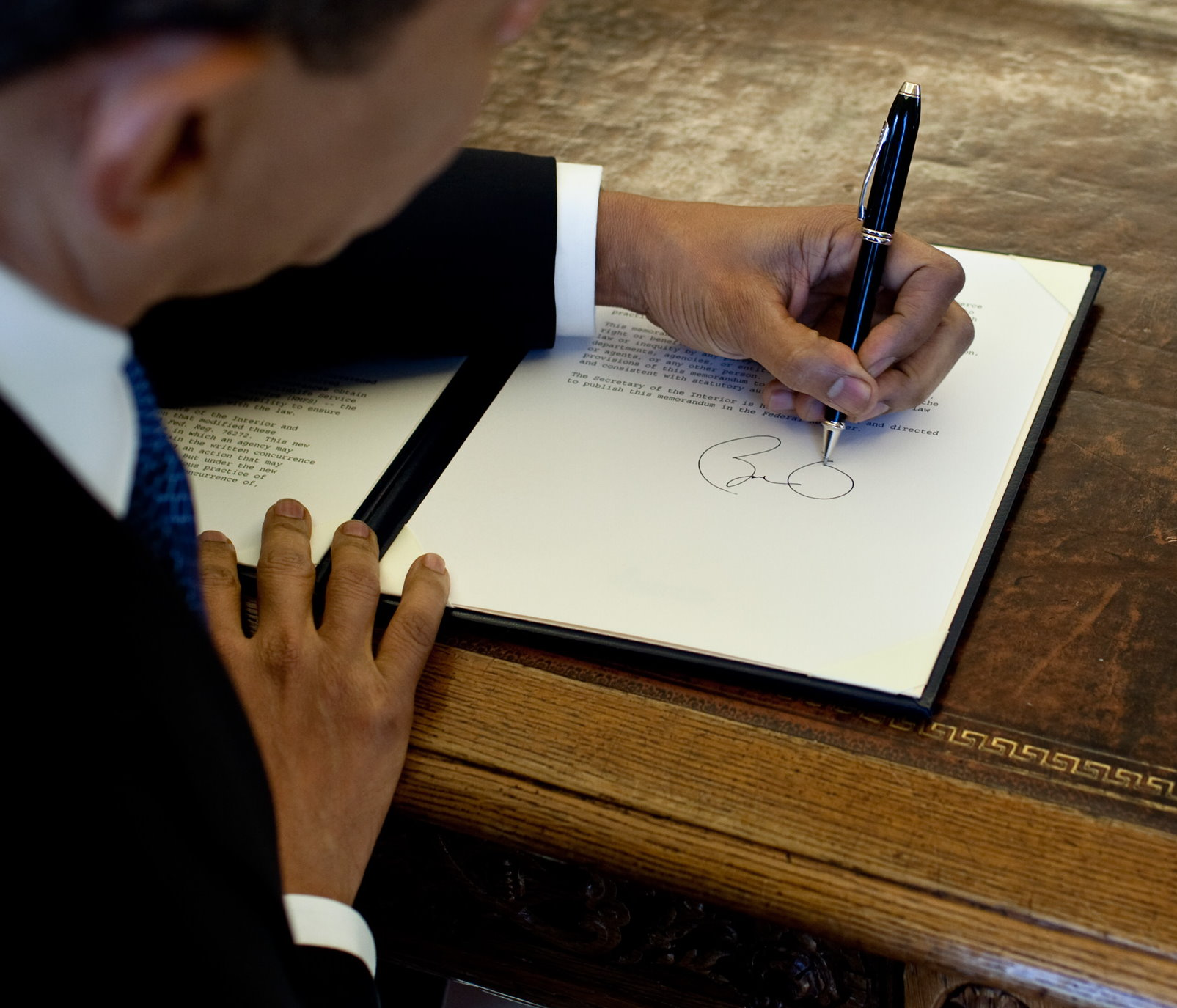
۴۴ امین رئیس‌جمهور ایالات متحده آمریکا، باراک اوباما، همانند چند رئیس‌جمهور پیشین ایالات متحدهٔ آمریکا، فورد، ریگان، بوش پدر و کلینتون (چپ دست) است. باراک اوباما هنگام امضاء کردن

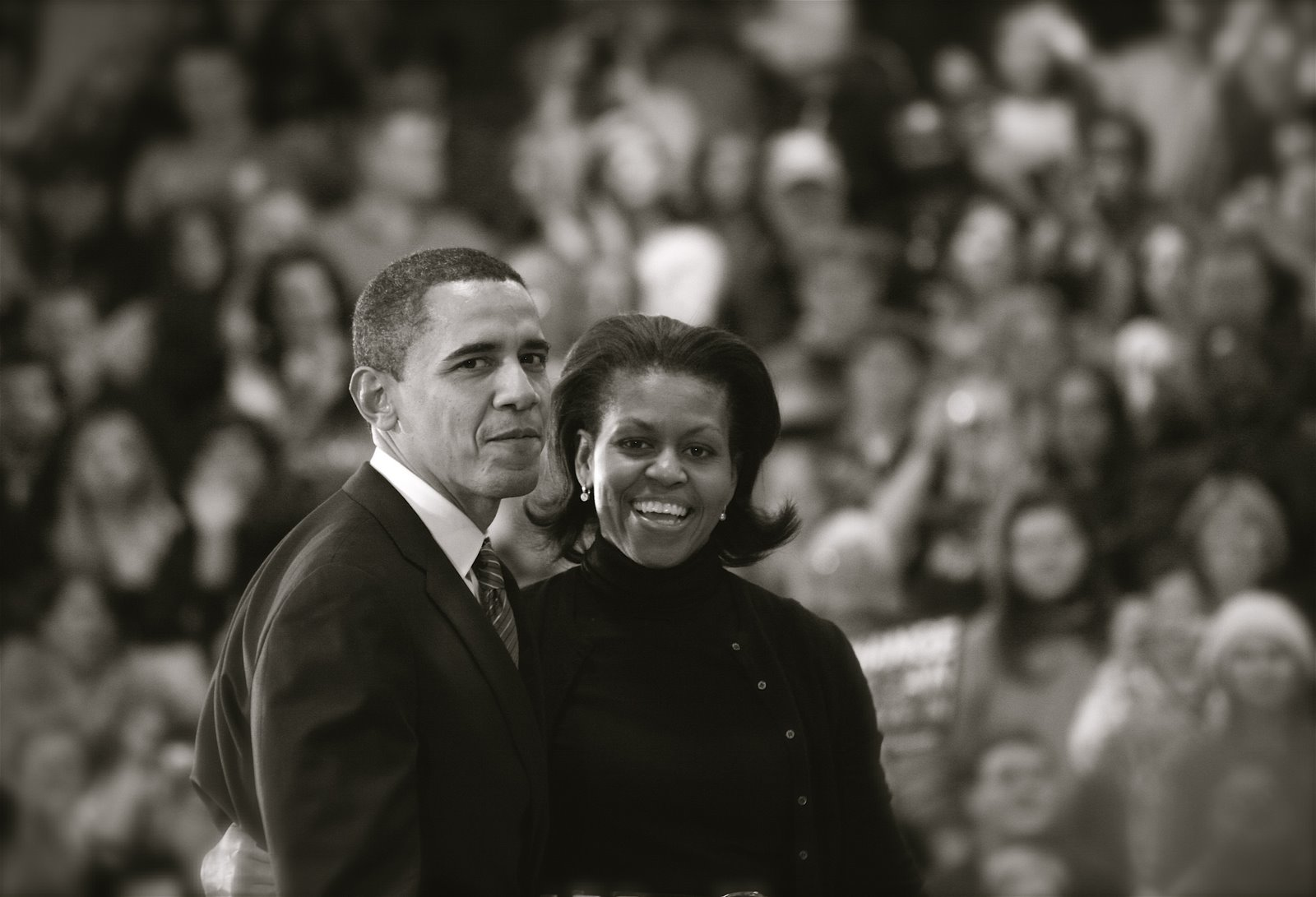
اوباما و همسرش میشل

باراک حسین اوباما در۴ اوت ۱۹۶۱ در هونولولو، مرکز ایالت هاوایی متولد شد. او فرزند یک مهاجر کنیایی سیاه‌پوست و یک زن سفیدپوست از اهالی ویچیتا در ایالت کانزاس است. پدربزرگ (پدرِ پدری) باراک اوباما در جریان مبارزات استقلال‌طلبانهٔ کنیا از بریتانیا، جزو چندین‌هزار کنیایی بود که روانهٔ بازداشتگاههای حکومت دست‌نشاندهٔ بریتانیا شد.
اگرچه پدر و پدرخواندهٔ او هردو مسلمان بودند، اما او یک مسیحی بار آمده و در ۴سالگی که در اندونزی زندگی می‌کرد، به جای شرکت در مدرسه «مکتب مذهبی مسلمانان» به مدارس کاتولیک یا سکولار رفته است. اوباما و همسرش میشل، هم‌اکنون عضو کلیسای متحد می‌باشند.

## تحصیلات
پدر و مادر اوباما در دانشگاه هاوایی در مانوا با یکدیگر آشنا شده بودند. آن دانهام، مادر اوباما با وجود مشکلات عدیده موفق شده بود در رشتهٔ مردم‌شناسی از همان دانشگاه مدرک دکترا دریافت کند.
اوباما نخست در ۱۹۸۳ لیسانس علوم سیاسی با گرایش روابط بین‌الملل از دانشگاه کلمبیا دریافت کرد. در سال ۱۹۸۸ پس از چند سال کار در شیکاگو با گرفتن کمک هزینه تحصیلی وارد دانشکده حقوق دانشگاه هاروارد شد. در هاروارد سرعت پیشرفت اوباما چنان شتاب یافت که در سال دوم تحصیل خود در هاروارد به ریاست ژورنال مشهور نشریه قانون هاروارد انتخاب گردید. او اولین رئیس سیاه‌پوست این نشریه حقوقی بود. وی در دوران ریاست خود به این سازمان که توسط نیروهای متخاصم دانشجویی اصولگرا و لیبرال منفصل گشته بود، تعادل بخشید. اوباما بزودی دکترای حقوق خود را از دانشگاه هاروارد با کسب درجه «افتخار» (به لاتین: magna cum laude) دریافت نمود. پس از فارغ‌التحصیل شدن به شیکاگو بازگشت و کارش به عنوان وکیل حقوق مدنی را آغاز کرد. باراک اوباما از سال ۱۹۹۲ تا ۲۰۰۴ به تدریس دروس حقوق اساسی (به انگلیسی: constitutional law) در دانشگاه شیکاگو اشتغال داشت.

## زندگی سیاسی
اوباما در ۴ ژانویه ۲۰۰۵ وارد سنا شد. با وجود تازه‌وارد بودن در واشینگتن او گروهی از مشاوران خبره را که معمولاً سناتورهای تازه‌کار به آن توجهی نمی‌کنند به کار گرفت. او «پیت روز»، کهنه سرباز قدیمی در امور سیاست ملی را به عنوان رئیس ستاد خود انتخاب کرد. وی با کنار زدن هیلاری کلینتون تنها رقیب جدی خود در کنگره ملی حزب دموکرات به عنوان نامزد این حزب معرفی شد.
او همچنین «کارن کورن بلو» اقتصاددان را به عنوان معاون سیاسی خود منصوب کرد. وی همچنین مسئولان اجرایی پیشین کلینتون، «آنتون لیک» و «سوزان رایس» را به عنوان مشاوران سیاست خارجی خودش برگزید.
اوباما پنجمین آفریقایی آمریکایی است که به سنا راه پیدا کرده و همچنین سومین آفریقایی آمریکایی است که با رأی بالا به عنوان سناتور برگزیده شده است. وی تنها سناتوری است که عضو کمیتهٔ حزبی سیاهان کنگره است. «سی کیو» که هفته نامه‌ای فرا حزبی است، او را براساس تمام آرا و مصوبات سنا بین سال‌های ۲۰۰۵ تا ۲۰۰۷ وفادارترین دموکرات معرفی کرده است. وی همچنین براساس نظرسنجی انجام گرفته از سوی مجلهٔ نشنال ژورنال به عنوان لیبرال‌ترین سناتور در سال ۲۰۰۷ انتخاب شده است.

### ستاد انتخابات ریاست جمهوری

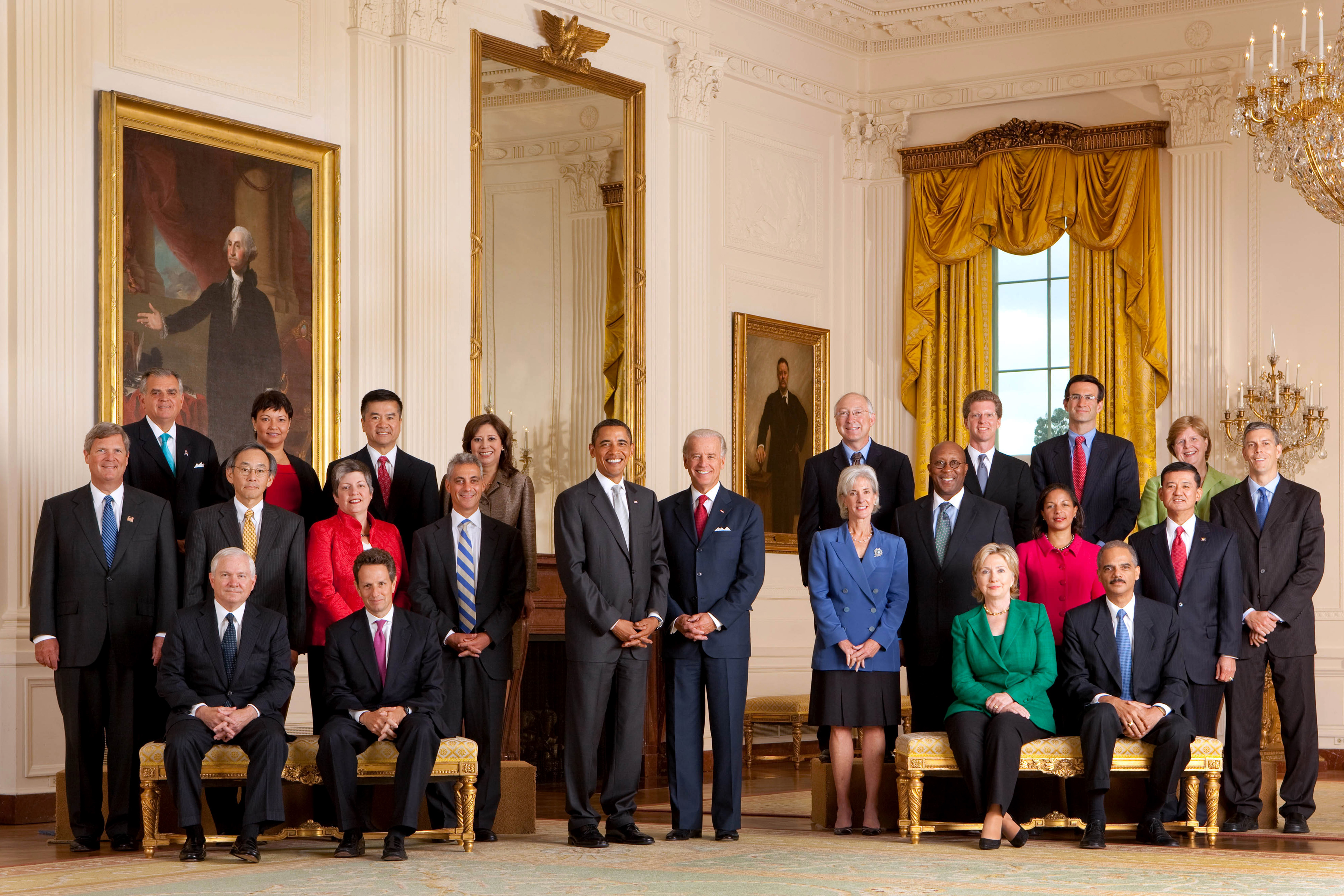
کابینه اول باراک اوباما، رئیس‌جمهوری آمریکا، در اتاق شرقی سال ۲۰۰۹

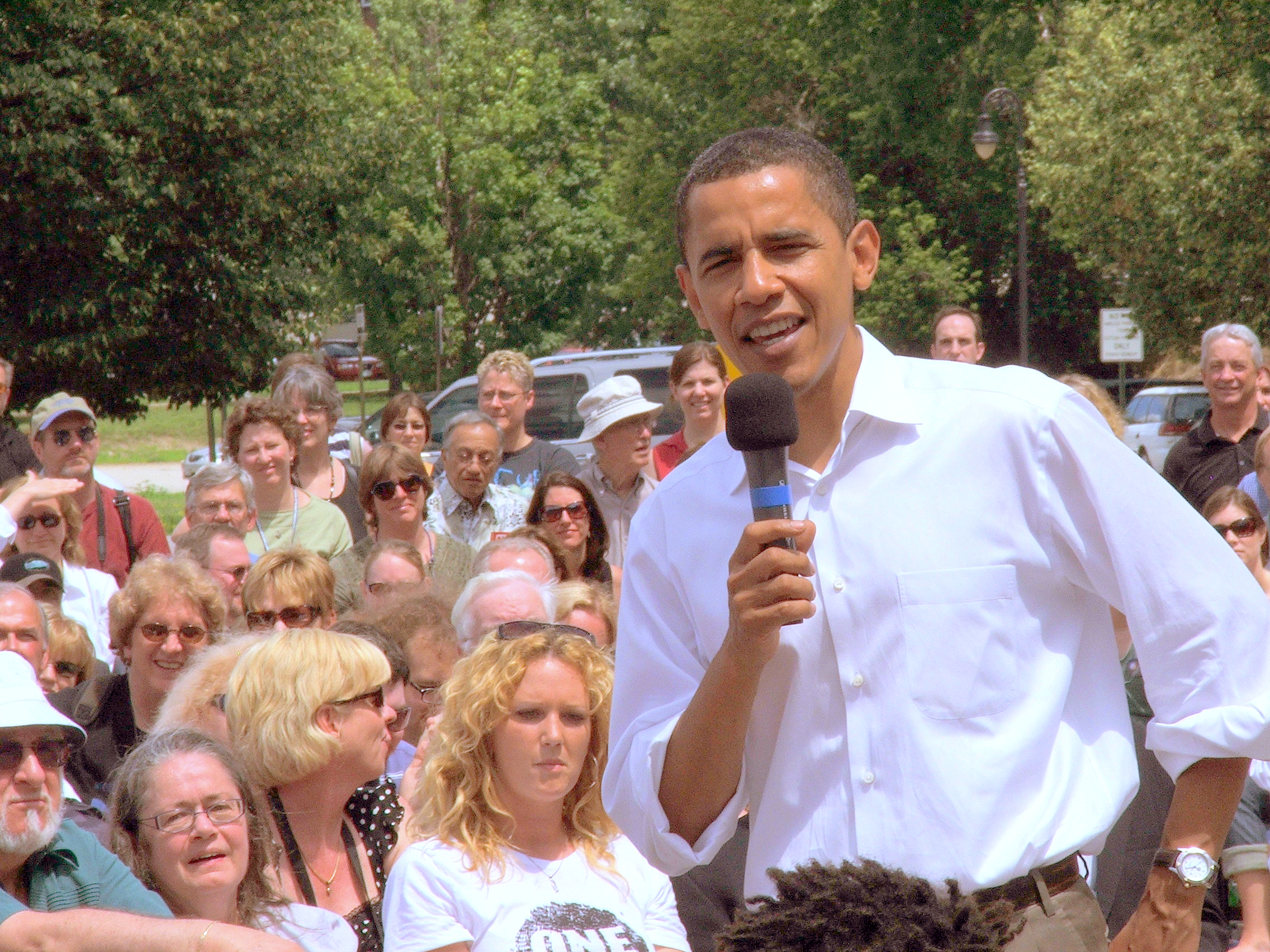
اوباما به همراه طرفدارانش در نیوهمپشر در مبارزات انتخاباتی

باراک اوباما در فوریه سال ۲۰۰۷ در ایالات ایلینوی در یک سخنرانی اعلام کرد نامزد انتخابات ریاست جمهوری سال ۲۰۰۸ خواهد بود. ستاد انتخاباتی وی موفق به جلب ۵۴ میلیون دلار از حامیان در نیمه نخست سال ۲۰۰۷ شد که رکوردی در جلب سرمایه نسبت به انتخابات سال‌های پیش از آن بود. نظر سنجی‌ها نشان داد که او با سناتور هیلاری کلینتون دیگر نامزد انتخابات ریاست جمهوری حزب دمکرات رقابتی تنگاتنگ داشت، همچنین او در انتخابات مقدماتی مجمع حزب دموکرات در ایالت آیووا نفر اول شد و در ایالت نیوهمشایر با اختلاف ۳ درصد بعد از سناتور کلینتون در جایگاه دوم قرار گرفت.

### هزینه انتخاباتی
در سپتامبر ۲۰۰۷، اوباما در پرسشنامه‌ای در برابر سؤال آیا مایل هستید در سیستم تأمین مالی دولتی شرکت کنید، جواب «آری» داد. او اضافه کرد که فعالانه در جهت کسب توافق برای استفاده از بودجه دولتی در انتخابات عمومی، کوشش خواهد کرد. با این حال اوباما تا ابتدای سال۲۰۰۸ موفق به جمع‌آوری مبلغی رکورد شکن معادل ۲۳۴ میلیون دلار از طریق کمک‌های اهدایی خصوصی گردیده است.
در ژانویه ۲۰۰۸، اوباما موفق شد ۳۲ میلیون دلار کمک دریافت کند، در حالی که هیلاری کلینتون مجبور شد برای مبارزات انتخاباتی از حساب شخصی خود پنج میلیون دلار برداشت کند.
در آوریل ۲۰۰۸ سناتور اوباما ۴۲ میلیون دلار خرج فعالیت‌های انتخاباتی خود کرد که فاصله زیادی با ۹ میلیون دلار مخارج سناتور هیلاری کلینتون دارد.

### باراک اوباما در رسانه‌ها

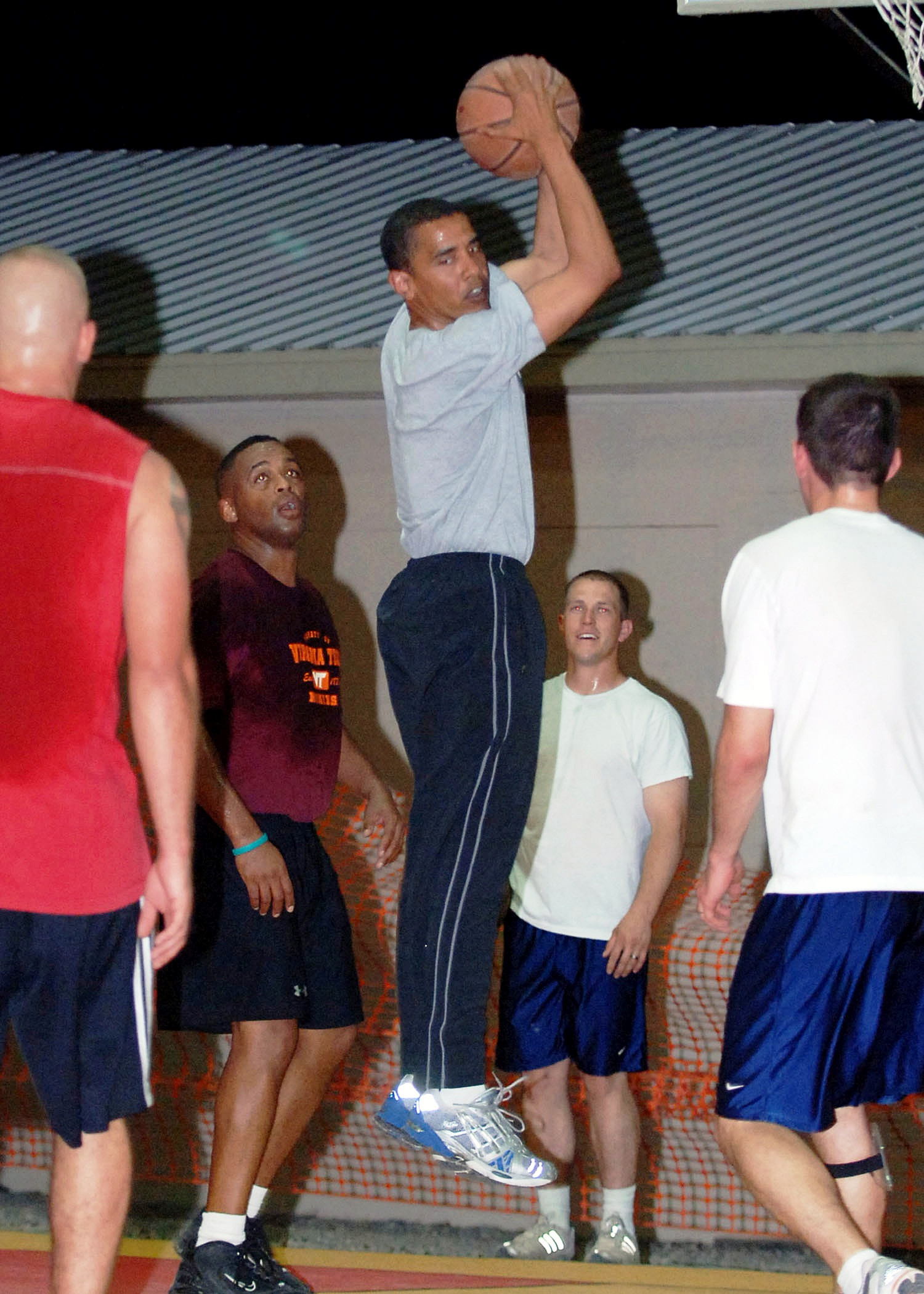
در یک بازی بسکتبال با ارتشیان آمریکایی مستقر در جیبوتی

- هفته‌نامه تایم در شماره ۲ مه ۲۰۰۸، پنجمین فهرست سالانه «بانفوذترین زنان و مردان جهان» را منتشر کرد. در این رده‌بندی، اوباما در مقام سوم در ردهٔ «بانفوذترین رهبران کشورها و انقلابیون» جای داشت.[۱۸]

### جنجال کشیش جرمایا رایت
در آوریل ۲۰۰۸ باراک اوباما، در واکنش به سخنان جرمایا رایت کشیش سابق خود گفت: از نظراتی که از جانب آقای رایت بیان می‌شود عصبانی ام و دلتنگ شده‌ام.
او همچنین سخنان جرمایا رایت را تفرقه انگیز و مخرب و در جهت منافع افرادی دانست که برای افزایش تنفر نژادی تلاش می‌کنند.
جرمایا رایت دولت آمریکا را به بدرفتاری با سیاهان و انتشار عمدی ویروس عامل بیماری ایدز بین آن‌ها متهم کرده است.
به گفته جرمایا رایت، سیاهان آمریکا باید به خاطر ادامه بدرفتاری دولت با خود بگویند: خداوند آمریکا را به خاطر برخورد غیرانسانی با شهروندانش لعنت کند.
اوباما در واکنش به سخنان جنجالی جرمایا رایت دربارهٔ دولت آمریکا گفت: بر این باورم این سخنان تصویر درستی از دیدگاه کلیسای سیاهپوستان آمریکا ارائه نکرده است، این سخنان ارزش‌ها و باورهای مرا به تصویر نمی‌کشد.
باراک اوباما همچنین سعی کرد از آقای رایت فاصله بگیرد. او گفت: جرمایا رایت دیگر آن فردی نیست که بیست سال پیش دیده بودم. هر رابطه‌ای که با او داشتم در نتیجه سخنان او تغییر کرده است.

### موضع‌گیری‌های سیاسی

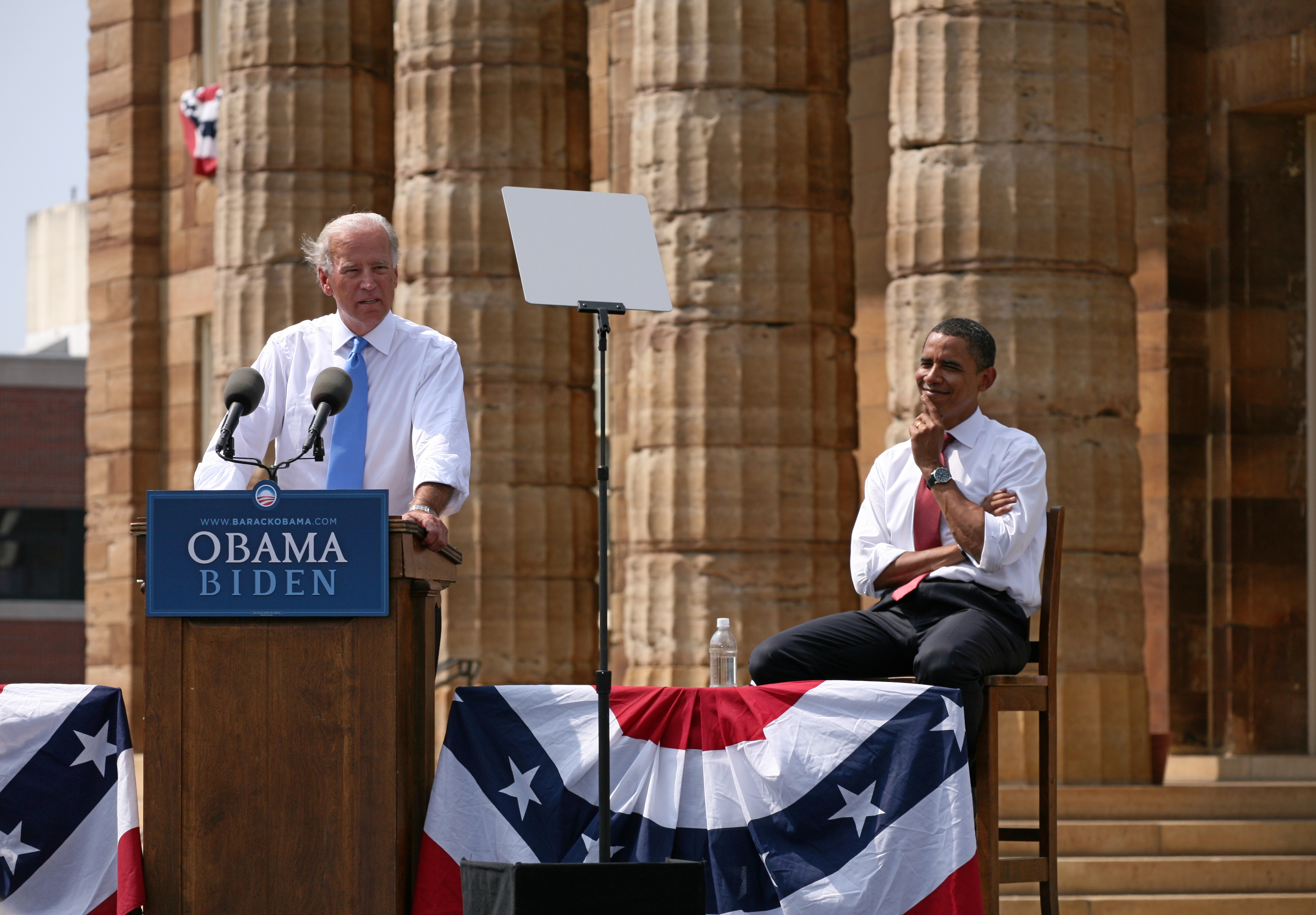
اوباما و بایدن در ایلینوی

اوباما از اولین مخالفان سیاست‌های دولت بوش در عراق بود. در ۱۶ مارس ۲۰۰۳، هنگامی که جورج بوش اولتیماتوم (هشدار) چهل و هشت ساعته‌ای به صدام حسین برای خروج از عراق یا مواجهه با جنگ داده بود، اوباما در بزرگ‌ترین اجتماع ضد جنگ در شیکاگو سخنرانی کرد و اظهار داشت که هنوز برای جلوگیری از وقوع جنگ «دیر نشده است».
این مسئله او را از سایر رقبایش در انتخابات سنا در سال ۲۰۰۴ که به جنگ رأی مثبت داده بودند متمایز کرد.
اوباما به عنوان یک سناتور با مواضع لیبرال جایگاه خود را مشخص کرده با این حال در برخی موضوع‌ها چون آموزش و جلوگیری از بیماری ایدز نیز با همکاران جمهوریخواه خود همکاری کرده است.

#### تحریم ایران
باراک اوباما در ژوئن ۲۰۰۷ طرحی را به مجلس آمریکا ارائه کرد که سرمایه‌گذاران خارجی را به خروج سرمایه‌های خود از ایران تشویق می‌کند. به گفته سناتور اوباما دولت ایران از درآمدهای نفتی برای توسعه برنامه هسته‌ای خود و حمایت از گروه‌های تروریستی در خاورمیانه استفاده می‌کرد و اعمال فشار بر شرکت‌ها برای قطع روابط مالی با ایران اثر تحریم‌ها را افزایش می‌دهد.

#### اسرائیل
درآوریل ۲۰۰۸، در مناظره نود دقیقه‌ای بین هیلاری کلینتون و باراک اوباما که از شبکه تلویزیونی ای‌بی‌سی آمریکا پخش شد. اوباما در پاسخ به واکنش او به حمله ایران به اسرائیل گفت: آمریکا اقدام مناسب را انجام خواهد داد.
وی در سخنرانی‌ای در تاریخ ۴ ژوئن ۲۰۰۸ میلادی که در کمیته روابط عمومی آمریکایی اسرائیلی (AIPAC) انجام گرفت، گفت که اگر به ریاست جمهوری برگزیده شود؛ «هرکاری را که از دستش برآید خواهد کرد تا ایران به سلاح اتمی دست نیابد». وی همچنین ایران را بزرگ‌ترین خطر برای اسرائیل و همچنین آرامش و ثبات در منطقه خاورمیانه خواند و گفت: «خطر ایران، شدید و واقعی است و هدف من این خواهد بود که این خطر را از پیش پا بردارم».
وی همچنین «اورشلیم» را پایتخت تقسیم‌ناشدنی اسرائیل خواند.

### بهبود روابط با ایران
باراک اوباما در اولین حضور حسن روحانی ریاست جمهوری ایران، در آمریکا، خواستار دیدار با وی شد که از سوی روحانی پذیرفته نشد. روحانی عنوان کرد بین ایران و آمریکا مسائل فراوانی وجود دارد و چندین سال است که بین ایران و آمریکا خصومت‌هایی است و ملاقات در سطح دو رئیس‌جمهور بعد از ۳۵ سال نیاز به مقدماتی دارد و در این سفر فرصت لازم برای این موضوع نبود.

#### گفتگوی تلفنی با رئیس‌جمهور ایران
در ساعات پایانی حضور روحانی در نیویورک گفتگویی تلفنی بین آن‌ها شکل گرفت. در این گفتگوی تلفنی، دو طرف بر اراده سیاسی برای حل سریع مسئله هسته‌ای تأکید کرده و زمینه را برای حل موضوعات دیگر و همکاری در مسائل منطقه‌ای مورد توجه قرار دادند.

#### انعقاد توافق جامع هسته‌ای با ایران
اوباما در جریان مذاکرات هسته‌ای ایران و پنج به‌علاوه یک، جان کری را به عنوان مسئول حل مسئله هسته‌ای ایران تعیین کرد. با آغاز کار دولت یازدهم جمهوری اسلامی ایران، به ریاست حسن روحانی، و تعیین محمد جواد ظریف به عنوان وزیر امور خارجه ایران و مسئول انجام مذاکرات هسته‌ای، وزرای خارجه ایران و آمریکا برای اولین بار پس از انقلاب ایران بر سر یک میز به مذاکره نشستند. نهایتاً در گام اول توافق هسته‌ای ژنو و در گام دوم تفاهم هسته‌ای لوزان میان ایران و پنج به‌علاوه یک منعقد گردید؛ و در نهایت پس از مذاکرات فشرده در وین، ایران و پنج به‌علاوه یک و در رأس آن‌ها آمریکا به برنامه جامع اقدام مشترک یا توافق نهایی و جامع هسته‌ای دست یافتند.

#### دیدار با وزیر امور خارجهٔ ایران
در ۶ مهر ۱۳۹۴ و در حاشیهٔ برگزاری هفتادمین دوره مجمع عمومی سازمان ملل متحد، در حالی که محمدجواد ظریف، وزیر امور خارجه ایران قصد خروج از سالن مجمع عمومی را داشت، به‌طور اتفاقی با باراک اوباما، رئیس‌جمهور ایالات متحده آمریکا که توسط جان کری، وزیر امور خارجه همراهی می‌شد، و دو ساعت از سخنرانی وی در مجمع می‌گذشت، ملاقات کوتاهی داشت و دو طرف، ضمن سلام و احوالپرسی، با یکدیگر دست دادند. دست دادن ظریف با اوباما موجب ایجاد تنش‌های زیادی در ایران شد.

## محبوبیت

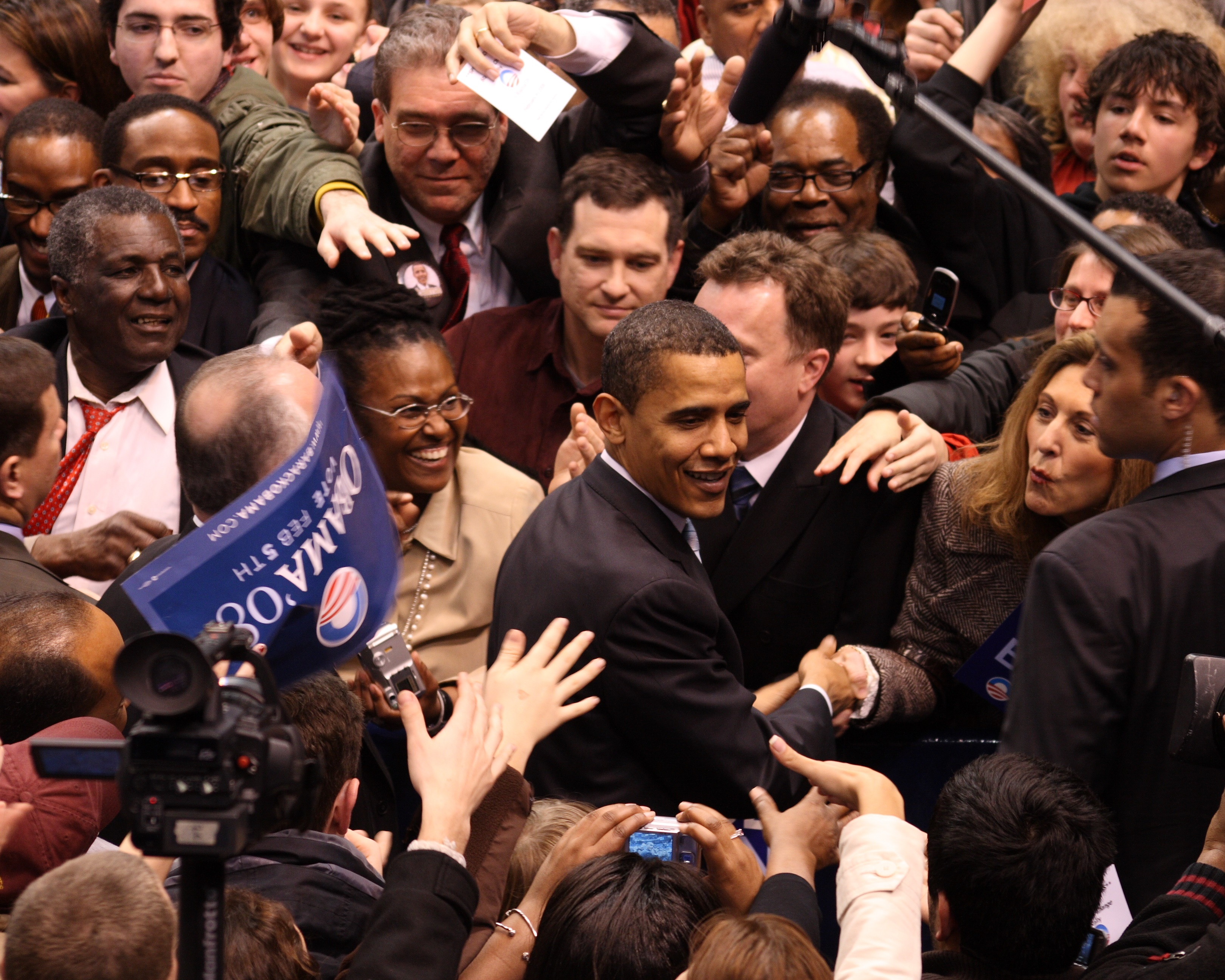
در میان طرفداران در شهر هارتفورد

باراک اوباما اولین بار با ایراد سخنرانی اصلی در گردهمایی حزب دموکرات آمریکا در سال ۲۰۰۴ توجه بسیاری را در عرصه ملی و بین‌المللی جلب کرد. اوباما در این سخنرانی، که «جسارت امید» نام داشت، با تکیه بر زندگی و تاریخچه شخصی خودش به صحبت دربارهٔ آرمان‌های آمریکا پرداخت:
پدر من با کار زیاد و پشتکار توانست فرصت درس خواندن در مکانی جادویی به‌نام «آمریکا» را بیابد. کشوری که مهد آزادی و فرصت برای بسیاری از آنهایی بود که پیشتر به این کشور آمده بودند
باراک اوباما بعد از پیروزی چشمگیر خود در سال ۲۰۰۴ که چند ماه پس از این سخنرانی بود به چهره محبوب رسانه‌ها و شخصیتی قابل توجه در واشینگتن تبدیل شد که دو کتاب پرفروش نیز به نام خود منتشر کرده است، اولی «رویاهایی از پدرم» که نه سال پیش از وارد شدن به مجلس سنا نوشته شده و متشکل از خاطرات اوست. دومی «جسارت امید: اندیشه‌هایی در بازپس‌گیری رؤیای آمریکایی» که بیانگر افکارش راجع به تاریخ و وضعیت کنونی ایالات متحده است.
اوباما از حمایت اپرا وینفری، یکی از ستارگان محبوب تلویزیون آمریکا برخوردار است. این ستاره نه تنها از او خواست که نامزد انتخابات شود بلکه در تبلیغات انتخاباتی او نیز تلاش فعال دارد.

### شخصِ سال در مجله تایم
مجله تایم که در آخرین شماره هر سال خود چهره، گروه، یا موضوعی را به عنوان شخص سال برمی‌گزیند در آخرین شماره سال ۲۰۰۸ باراک اوباما رئیس‌جمهور منتخب ایالات متحده را به عنوان شخص سال برگزید، این مجله باراک اوباما را به خاطر داشتن اعتماد به نفس جهت ترسیم آینده‌ای روشن و جاه طلبانه در روزگاری تیره و تار و همچنین به این علت که وی توانست به رغم تجربه کم با فائق آمدن بر دو نامزد قدرتمند و نیز تبعیض‌های نژادی به عنوان چهل و چهارمین رئیس‌جمهور ایالات متحده آمریکا و نخستین رئیس‌جمهور سیاه‌پوست این کشور انتخاب شود مستحق دریافت این عنوان دانسته است.
محبوبیت اوباما پس از پایان ریاست جمهوری او و در پی افشای اهمال در پیگیری پروژه کاساندرا رو به افول گذاشت.

## رقابت با مک کین
پس از پایان انتخابات اولیه در حزب دموکرات و پیروزی اوباما، رقابت او با مک کین برای رسیدن به کرسی ریاست جمهوری آغاز شد. جان مک کین اوباما را به بی‌تجربگی در سیاست خارجی متهم می‌کند. در نقطه مقابل اوباما در اظهار نظری مک کین را جیره خوار شرکت‌های نفتی دانست ولی توکر بوندز سخنگوی مک کین با رد این اظهارات اعلام کرد که این سناتور اوباما بود که به لایحه انرژی بوش - چنی که معاهده‌ای پرسود برای کمپانی‌های نفتی بود رأی مثبت داد و نه جان مک کین. در اوت ۲۰۰۸ باراک اوباما جوزف بایدن را به معاونت خود در این رقابت انتخاباتی برگزید.

## حضور در انتخابات

### پیروزی در انتخابات ریاست جمهوری ۲۰۰۸
بارک اوباما در انتخابات ریاست جمهوری آمریکا ۲۰۰۸ که در ۴ نوامبر برگزار شد، با کسب ۳۶۵ رأی الکترال رقیب خود مک کین را که ۱۷۳ کارت الکترال را به دست آورده بود، شکست داد به پیروزی رسید و به عنوان چهل و چهارمین رئیس‌جمهور ایالات متحده آمریکا انتخاب شد اوباما ۵۲٫۹٪ و مک کین ۴۵٫۷ ٪ از کل آراء را به دست آوردند؛ و از ۵۰ ایالت آمریکا، در ۲۸ ایالت اوباما و در ۲۲ ایالت مک کین پیروز شد.
همزمان در کنیا زادگاه او و جزیره اوباما در شرق آسیا که همنام اوست مردم به شادمانی پرداختند تا نخستین رئیس‌جمهور رنگین‌پوست و آفریقایی‌تبار آمریکا پس از ۴۳ ریاست جمهوری وارد کاخ سفید شود. دوران ریاست جمهوری او از ۲۰ ژانویه، ساعت ۱۲ ظهر به وقت شرق آمریکا آغاز شد.

اوباما در اولین سخنرانی پس از پیروزی در انتخابات در گرانت پارک، شیکاگو همهٔ مردم آمریکا را پیروز انتخابات خواند. 
جوان و پیر، ثروتمند و فقیر، دموکرات و جمهوریخواه، سیاه، سفید، اسپانیایی‌زبان، آسیایی، سرخ‌پوست، هم‌جنس‌گرا، دوجنس‌گرا، معلول، غیرمعلول. این آمریکایی‌ها به جهان پیغام دادند که ما هرگز مجموعه افراد یا مجموعه ایالات قرمز و ایالات آبی نبوده‌ایم. ما امروز و همیشه ایالات متحده آمریکا هستیم و خواهیم بود.

#### پیروزی در رقابت درون حزبی
باراک اوباما اولین سیاه‌پوست در تاریخ کشور آمریکاست که در پی یک مبارزه انتخاباتی طولانی بر رقیبش هیلاری کلینتون پیروز شده بود و به عنوان نماینده حزب دموکرات در انتخابات سال ۲۰۰۹ انتخاب گردید.
سرانجام در تاریخ ۷ ژوئن سال ۲۰۰۸ تنها رقیبش هیلاری کلینتون از رقابت دست کشید و گفت به‌طور کامل از آقای اوباما حمایت می‌کنم.

### پیروزی در انتخابات ریاست جمهوری ۲۰۱۲
باراک اوباما، در انتخابات ریاست جمهوری ۲۰۱۲، با پیروزی برابر میت رامنی، رقیب جمهوریخواه خود، چهار سال دیگر در مقام خود باقی‌ماند.
اوباما در رقابتی نزدیک با ۵۱٫۱٪ آرا نسبت به ۴۷٫۲٪ آرا رامنی پیروز گردید.
این انتخابات پنجاه و هفتمین انتخابات ریاست‌جمهوری در تاریخ آمریکا بود که در روز سه‌شنبه مورخ ۶ نوامبر ۲۰۱۲ (۱۶ آبان ۱۳۹۱) برای انتخاب چهل و پنجمین رئیس‌جمهور ایالات متحده آمریکا انجام شد.

## دوران ریاست جمهوری
باراک اوباما رئیس‌جمهور منتخب ایالات متحده روز ۲۰ ژانویه ۲۰۰۹ رسماً کار خود را به عنوان رئیس‌جمهور آغاز کرد. در کابینه اوباما جوزف بایدن به عنوان معاون اول و رام امانوئل به عنوان ریاست کارکنان کاخ سفید انتخاب شدند.

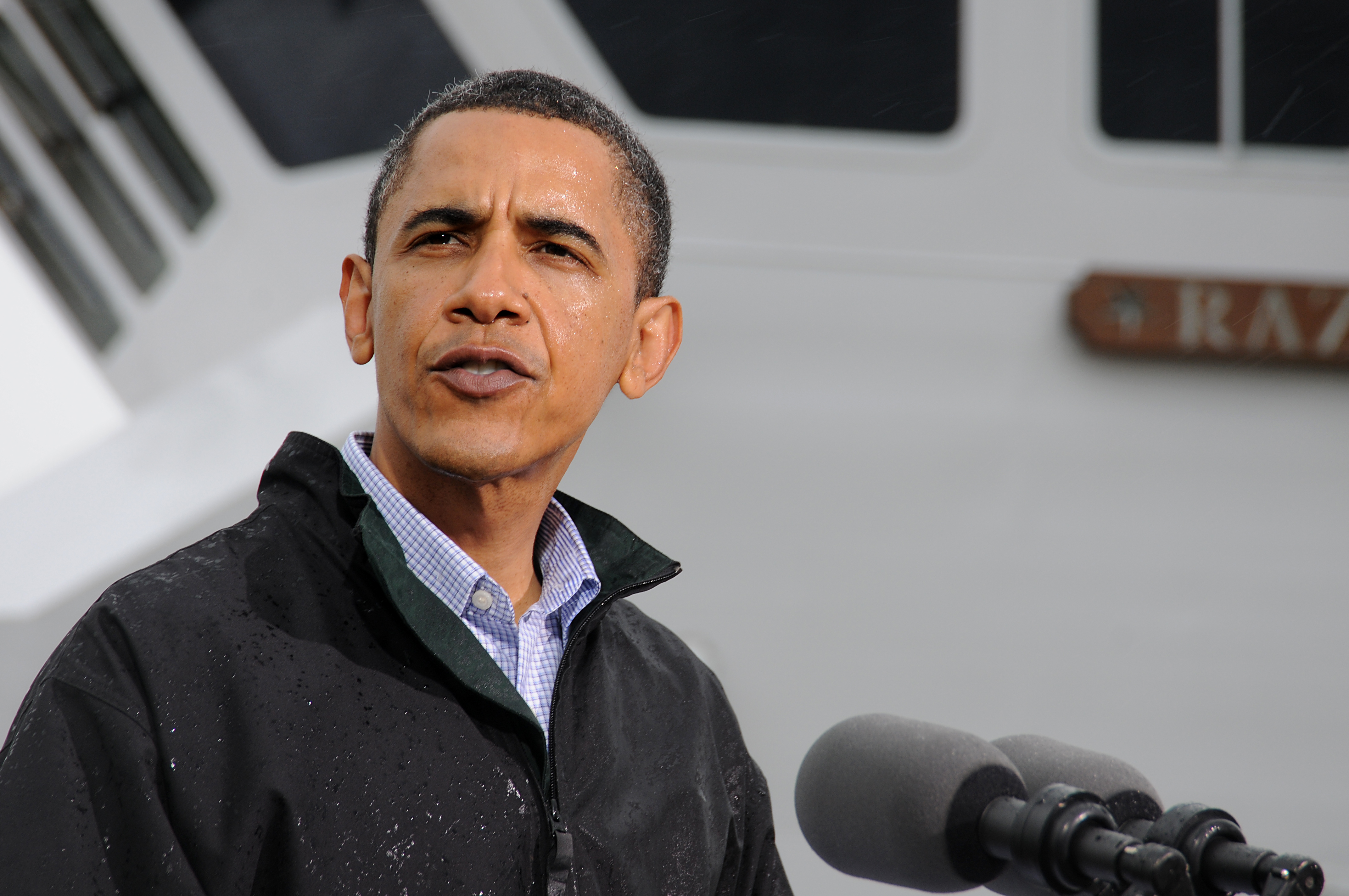
باراک اوباما هنگام سخنرانی برای خبرنگاران در ایستگاه گارد ساحلی ونیز

## برنده جایزه صلح نوبل
در سال ۲۰۰۹، کمیته نروژی صلح نوبل به علت «تلاش فوق‌العاده برای تقویت دیپلماسی بین‌المللی و ترغیب به همکاری میان مردم» جایزه صلح نوبل سال را به باراک اوباما اهدا کرد. پیش از اوباما دو رئیس‌جمهور دیگر آمریکا این جایزه را در زمان ریاست جمهوری خود دریافت کرده بودند ولی اوباما اولین رئیس‌جمهوری آمریکاست که در اولین سال ریاست جمهوری دریافت کرده است. اهدای این جایزه باعث برانگیخته شدن واکنش‌های انتقادی از سوی برخی رهبران جهان شد.